# Manuel Tomé
Manuel Tomé Portela, né le 3 mars 1950 à Moaña (Galice, Espagne), est un footballeur espagnol reconverti en entraîneur. Au cours de sa carrière de joueur, il évoluait au poste de milieu de terrain.

## Biographie

### Joueur
Manuel Tomé débute avec le FC Barcelone le 4 novembre 1973 face au Real Murcie. En trois saisons avec Barcelone, il remporte le championnat d'Espagne en 1974 et joue 34 matchs en Liga.
En 1976, il est transféré à l'UD Salamanque où il prend sa retraite sportive en 1983.

### Entraîneur
Depuis 1999, Manuel Tomé entraîne diverses équipes de niveau modeste telles que le CD Linares, le Talavera CF, le Torredonjimeno Club de Fútbol, le Ponferrada Promesas, le Club Deportivo Ourense, la Cultural y Deportiva Leonesa, le Racing Club de Ferrol, le Caudal Deportivo et le Pontevedra CF.
En 2013, Manuel Tomé prend les rênes du club équatorien Club Deportivo El Nacional qui joue en championnat d'Équateur. Il est nommé au poste d'entraîneur par le groupe d'investissement espagnol Monaco Capital Group.
En mars 2013, la direction du Club El Nacional décide de limoger Manuel Tomé après cinq défaites consécutives.  
En novembre 2013, il est recruté par l'Alondras CF jusqu'à la fin de la saison.

## Palmarès
Avec le FC Barcelone :
- Champion d'Espagne en 1974